# Brigantiaeaceae
Brigantiaeaceae är en familj av lavar. Enligt Catalogue of Life ingår Brigantiaeaceae i ordningen Lecanorales, klassen Lecanoromycetes, divisionen sporsäcksvampar och riket svampar, men enligt Dyntaxa är tillhörigheten istället klassen Lecanoromycetes, divisionen sporsäcksvampar och riket svampar.
|                 | Sarrameanaceae                |
|                 |                               |
|                 | Hymeneliaceae                 |
|                 |                               |
| Brigantiaeaceae | \| \| Brigantiaea \| \| \| \| |
|                 | \| \| Brigantiaea \| \| \| \| |
|                 | Arctomiaceae                  |
|                 |                               |
|                 | Stereocaulaceae               |
|                 |                               |
|                 | Sphaerophoraceae              |
|                 |                               |
|                 | Scoliciosporaceae             |
|                 |                               |
|                 | Ramalinaceae                  |
|                 |                               |
|                 | Psoraceae                     |
|                 |                               |
|                 | Pilocarpaceae                 |
|                 |                               |
|                 | Parmeliaceae                  |
|                 |                               |
|                 | Mycoblastaceae                |
|                 |                               |
|                 | Miltideaceae                  |
|                 |                               |
|                 | Megalariaceae                 |
|                 |                               |
|                 | Lecanoraceae                  |
|                 |                               |
|                 | Haematommataceae              |
|                 |                               |
|                 | Gypsoplacaceae                |
|                 |                               |
|                 | Cladoniaceae                  |
|                 |                               |
|                 | Catillariaceae                |
|                 |                               |
|                 | Biatorellaceae                |
|                 |                               |
|                 | Ectolechiaceae                |
|                 |                               |
|                 | Dactylosporaceae              |
|                 |                               |
|                 | Crocyniaceae                  |
|                 |                               |
|                 | Calycidiaceae                 |
|                 |                               |
|                 | Tephromelataceae              |
|                 |                               |
|                 | Aphanopsidaceae               |
|                 |                               |
|                 | Myochroidea                   |
|                 |                               |
|                 | Strangospora                  |
|                 |                               |
|                 | Brigantiaea                   |
|                 |                               |

|  | Brigantiaea |
|  |             |